# آرامیان (تبریز)

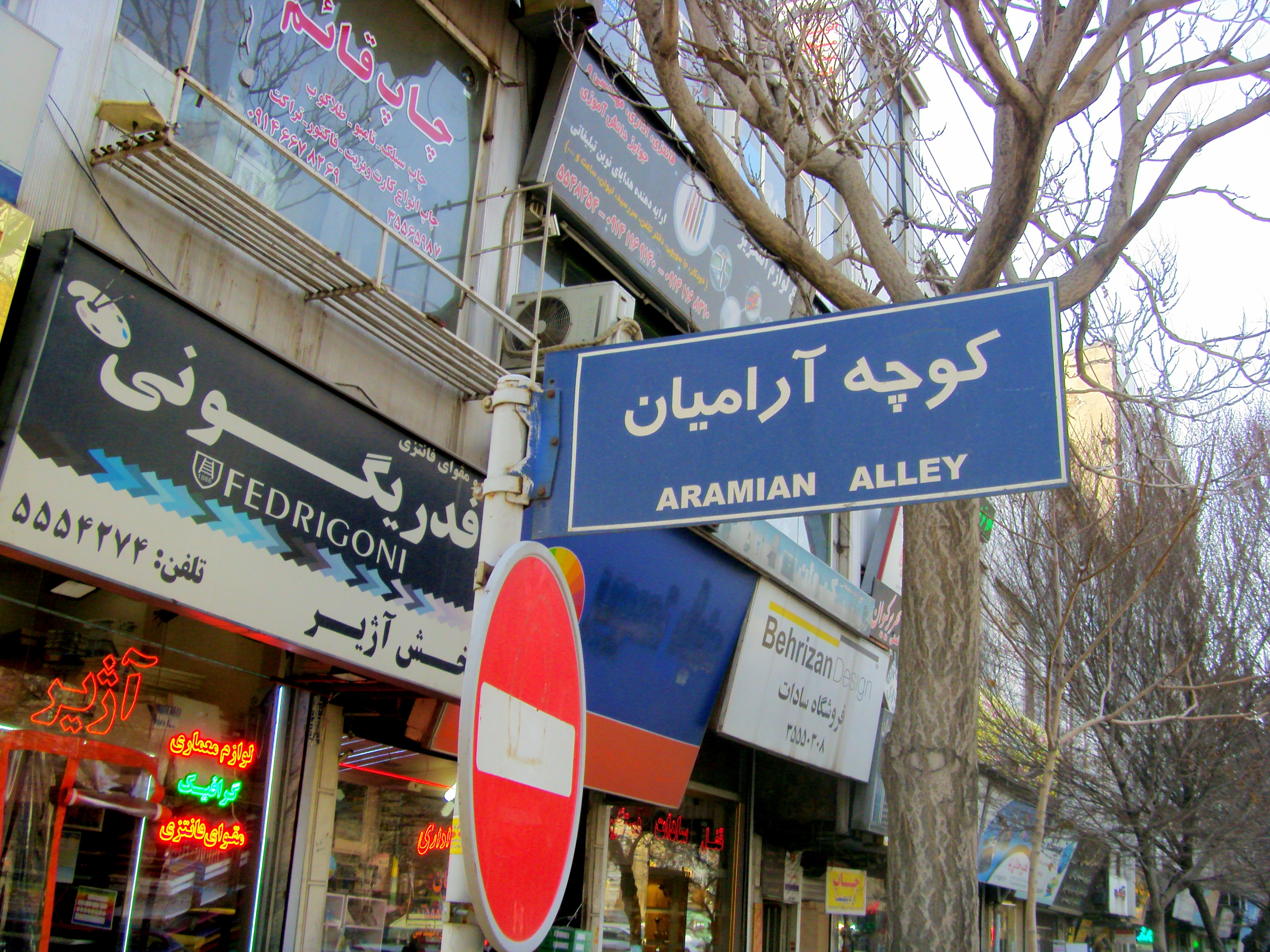
ورودی محلهٔ آرامیان از سمت خیابان جمهوری اسلامی

آرامیان یکی از محله‌های ارمنی‌نشین شهر تبریز است که در منطقهٔ ارمنستان داخلی در مرکز شهر واقع شده‌است. این محله در غرب خیابان شریعتی شمالی قرار گرفته و به کلیسای مریم مقدس راه ارتباطی دارد. کوچهٔ پستخانهٔ قدیم از کوچه‌های معروف آن است.
محلهٔ آرامیان به افتخار یکی از بازرگانان بزرگ و خَیر معروف ارمنی شهر تبریز به نام ماطِوُس آرامیان ملقب به مُسیو آرامیان، به این نام خوانده شده و نخستین سالن تئاتر ایران در سال ۱۲۹۱ خورشیدی نیز در این محله توسط وی تأسیس شده‌است. البته ارامنهٔ تبریز پیش از این تاریخ نیز در این تالار مراسم‌هایی را برگزار می‌کردند.

## مدرسه آرامیان
مدرسه آرامیان (به ارمنی: ԱՐԱՄՅԱՆ ԴՊՐՈՑ) تأسیس ۱۸۵۱